# Saint-Georges-de-Pointindoux
Saint-Georges-de-Pointindoux è un comune francese di 1 532 abitanti situato nel dipartimento della Vandea nella regione dei Paesi della Loira.

## Società

### Evoluzione demografica
Abitanti censiti